# William Murray, 1.º Conde de Mansfield
William Murray, 1.º Conde de Mansfield, (2 de março de 1705 - 20 de março de 1793) foi um advogado, político e juiz britânico conhecido por sua reforma da lei inglesa.

## Vida
Nascido na nobreza escocesa, ele foi educado em Perth, Escócia, antes de se mudar para Londres aos 13 anos para ocupar um lugar na Westminster School. Ele foi aceito na Christ Church, Oxford, em maio de 1723, e se formou quatro anos depois. Retornando a Londres de Oxford em 1730 rapidamente ganhou a reputação de excelente advogado.
Ele se envolveu na política em 1742, começando com sua eleição como membro do Parlamento para Boroughbridge, agora em North Yorkshire. Ele se tornou o principal porta-voz do governo na Câmara dos Comuns, e foi conhecido por seus "grandes poderes de eloquência" e descrito como "incomparavelmente o melhor orador" na Câmara dos Comuns. Com a promoção de Sir Dudley Ryder a Lord Chief Justice ("Chefe do Judiciário da Inglaterra e do País de Gales") em 1754, tornou-se procurador-geral e, quando Ryder morreu inesperadamente vários meses depois, assumiu seu lugar como chefe de justiça.
Como o jurista britânico mais poderoso do século, as decisões de Mansfield refletiram a Era do Iluminismo e levaram o país ao caminho da abolição da escravidão. Ele avançou o direito comercial de maneiras que ajudaram a estabelecer a nação como líder mundial na indústria, finanças e comércio. Ele modernizou tanto a lei inglesa quanto o sistema judiciário inglês; racionalizou o sistema de apresentação de propostas e reformou a forma como as sentenças eram proferidas para reduzir as despesas das partes. Por seu trabalho em Carter v Boehm e Pillans v Van Mierop, ele foi chamado de fundador do direito comercial inglês. Ele é talvez agora mais conhecido por seu julgamento no caso de Somersett (1772), onde ele sustentou que a escravidão não tinha base na lei comum e nunca havia sido estabelecida pela lei positiva (legislação) na Inglaterra e, portanto, não era obrigatória na lei; este julgamento, no entanto, não proibiu o tráfico de escravos.